# Костобобрівська волость
Костобобрівська волость — історична адміністративно-територіальна одиниця Новгород-Сіверського повіту Чернігівської губернії з центром у селі Костобобрів.
Станом на 1885 рік складалася з 8 поселень, 10 сільських громад. Населення — 5071 особа (2591 чоловічої статі та 2480 — жіночої), 1694 дворових господарств.
|                     | Площа, десятин | У тому числі орної, дес. |
| ------------------- | -------------- | ------------------------ |
| Сільських громад    | 6404           | 4796                     |
| Приватної власності | 21538          | 7237                     |
| Іншої власності     | 82             | 70                       |
| Загалом             | 28024          | 12103                    |

Найбільші поселення волості на 1885 рік:
- Костобобрів — колишнє власницьке село при струмкові за 36 верст від повітового міста, 1606 осіб, 316 дворів, православна церква, школа, постоялий будинок, лавка, 3 вітряних млини, цегельний завод. За версту — бурякоцукровий завод.
- Архипівка — колишнє власницьке село при річці Ревна, 630 осіб, 97 дворів, православна церква, школа, постоялий двір, постоялий будинок, 2 лавки, водяний і вітряний млини.
- Галаганівка — колишнє власницьке село, 581 особа, 69 дворів, постоялий двір, постоялий будинок.
- Залізний Міст — колишнє державне й власницьке село при річці Ревна, 828 осіб, 116 дворів, православна церква, школа, постоялий будинок, водяний млин.
- Леонівка — колишнє державне й власницьке село при річці Ревна, 609 осіб, 63 двори, постоялий будинок, водяний млин, маслобійний завод.

1899 року у волості налічувалось 9 сільських громад, населення зросло до 11 800 осіб (5446 чоловічої статі та 5356 — жіночої).